# ويل جيفرسون
ويل جيفرسون (25 أكتوبر 1979 في المملكة المتحدة - ) (بالإنجليزية: Will Jefferson)‏ هو لاعب كريكت بريطاني. لعب مع نادي مقاطعة ساسكس للكريكت ‏ ونادي مقاطعة ليسترشاير للكريكت ‏ ونادي مقاطعة نوتنغهامشير للكريكت ‏.

## وصلات خارجية
- ويل جيفرسون على موقع إي آس بي آن كريك إنفو (الإنجليزية)